# Harry Hamlin
Harry Robinson Hamlin, né le 30 octobre 1951 à Pasadena (Californie), est un acteur américain. Il est surtout connu pour son rôle de Persée dans le film Le Choc des Titans.

## Biographie
Harry Hamlin apparaît pour la première fois à la télévision en Petrucchio, le héros de William Shakespeare, au côté de Marc Singer, futur héros de V, et au cinéma dans le film Movie, Movie de Stanley Donen. Il joue à la télévision Studs Lonigan en 1979 avec Mare Winningham et Colleen Dewhurst, et au cinéma dans King of the Mountain (1981), avec Joseph Bottoms, révélé dans Holocauste. Et en 1981, il joue l'un de ses rôles les plus connus, le rôle de Persée dans le film Le Choc des Titans (Clash of the Titans). Clin d'œil ou pas, il prête sa voix à ce même Persée dans le jeu vidéo God of War II sorti en 2007 sur PlayStation 2 et prenant place dans la Grèce Antique.
L'acteur fait ensuite le choix audacieux de Making Love mis en scène par Arthur Hiller, où il séduit Michael Ontkean en couple avec Kate Jackson, et figure au générique de la minisérie Master of the Game (1984) qui se déroule en Afrique du Sud, avec David Suchet, Fernando Allende, David Birney, Dyan Cannon et Leslie Caron, et dans une adaptation de James Michener. Privilégiant désormais le petit écran, il croisera sur les tournages au fil des années Mimi Rogers, Jason Robards, Lauren Bacall (sur Dinner at Eight en 1989, d'après Edna Ferber), Kelly McGillis et Keith Carradine, Natasha Henstridge, William H. Macy.
De 1986 à 1991, il est une des stars de la série d'avocats La Loi de Los Angeles. Par la suite, l'acteur tourne essentiellement des thrillers et films d'action, jusqu'à l'horrifique Morsures mortelles sur un sujet de John Carpenter (1999). La même année, il tient la vedette dans l'éphémère série comique Movie Stars. On l'aperçoit dans un film d'Amos Poe en 1998. En 2002, il partage l'affiche de Shoot or Be Shot avec William Shatner. Il apparaît dans les séries Missing : Disparus sans laisser de trace, New York, police judiciaire et de façon régulière dans Veronica Mars de 2004 à 2006, American Wives en 2010 2011 et Shameless (série télévisée, 2011) de 2012 à 2014.
En 1980, il a un enfant avec l'actrice Ursula Andress. Il a été marié de 1985 à 1989 à Laura Johnson, puis de 1991 à 1993 à Nicollette Sheridan. Il est depuis 1997 marié à Lisa Rinna. Couple dans la vie mais aussi à l'écran, puisqu'ils interprètent Cameron et Joanna Thomas dans Au-delà de l'infidélité puis Aaron et Lynn Echolls dans la série Veronica Mars.
Il a participé à la troisième saison de l'émission américaine Dancing with the Stars, avec comme partenaire, Ashly Costa-DelGrosso. Sa femme Lisa Rinna a également participé à l'émission la saison d'avant.

## Filmographie

### Cinéma
- 1978 : Folie Folie (Movie Movie) de Stanley Donen: Joey Popchik
- 1981 : Le roi de la montagne (King of the Mountain) de Noel Nosseck : Steve
- 1981 : Le Choc des Titans (Clash of the Titans) de Desmond Davis : Persée
- 1982 : Making love : Bart McGuire
- 1983 : Blue Skies Again : Sandy
- 1993 : Dans les griffes d'une blonde (Save Me) : Jim Stevens
- 1994 : Ebbtide : Jeff Warren
- 1996 : One Clean Move : The Guy
- 1997 : Allie & Me : Dustin Halaburton
- 1998 : Frogs for Snakes : Klench
- 2001 : Strange Hearts : Dan Smith
- 2001 : Perfume : Hancock
- 2002 : Shoot or Be Shot : Jack Yeager
- 2008 : Strange Wilderness : Sky Pierson

### Téléfilms
- 1976 : La Mégère apprivoisée (The Taming of the Shrew) : Mariamo
- 1979 : Studs Lonigan
- 1984 : Master of the Game (minisérie)
- 1987 : La Vérité cachée (Laguna Heat) : Tom Shephard
- 1988 : Mickey's 60th Birthday : Michael Kuzak
- 1989 : Dinner at Eight : Larry Renault
- 1990 : Erreur parfaite (Deceptions) : Nick Gentry
- 1991 : Jusqu'à ce que le crime nous sépare (Deadly Intentions... Again?) : Charles Raynor
- 1992 : Deliver Them From Evil : The Taking of Alta View : Richard Worthington
- 1993 : Under Investigation : Détective Harry Keaton
- 1993 : Un meurtre si doux (Poisoned by Love: The Kern County Murders) : Steve Catlin
- 1994 : In the Best of Families : Marriage, Pride & Madness : Fritz Klenner
- 1995 : Fatale rivale (Her Deadly Rival) : Jim Lansford
- 1995 : OP Center : Paul Hood
- 1997 : Sous le voile de l'innocence (Badge of Betrayal) : Shérif Dave Ward
- 1997 : Puzzle criminel / Jeu de piste criminel (Night Sins) : Chef Mitch Holt
- 1998 : Face à son passé (Stranger in Town) : Jack
- 1998 : The Hunted : Doc Kovac
- 1998 : Le Plus Beau Cadeau de Noël (Like Father, Like Santa) : Tyler Madison
- 1999 : Morsures mortelles (Silent Predators) : Vic Rondelli
- 2000 : Alerte imminente (Quarantine) : Président Kempers
- 2001 : Au-delà de l'infidélité (Sex, Lies & Obsession) : Cameron Thomas
- 2002 : Le Désert de l'angoisse / Les ombres du désert (Disappearance) : Jim Henley
- 2002 : L.A. Law: The Movie : Michael Kuzak
- 2005 : Paroles de bébés (Oh, Baby) : Chad Norris
- 2010 : Mon ami Lucky (You Lucky Dog) : Jim Rayborn
- 2012 : L'Ombre de la peur (Shadow of Fear) : Richard Steele
- 2012 : Seconde chance pour une romance / Retrouvailles en musique (Holiday High School Reunion) : Richard Taylor

### Séries télévisées
- 1985 : Space : Astronaute John Pope (mini-série - 5 épisodes)
- 1986 : Le Voyageur (The Hitchhiker) : Jerry Macklin (saison 3, épisode 9)
- 1986 - 1991 : La Loi de Los Angeles (L.A. Law) : Michael Kuzak (saisons 1 à 5)
- 1997 : Une nounou d'enfer (The Nanny) : Professeur Steve (saison 5, épisode 9)
- 1998 : Au-delà du réel : L'aventure continue (The Outer Limits) : Ford (saison 4, épisode 18)
- 1999 - 2000 : Movie Stars : Reese Hardin (acteur principal - 21 épisodes)
- 2001 : Les Anges du bonheur (Touched by an Angel) : Liam Cadegan (saison 7, épisode 16)
- 2003 : Missing : Disparus sans laisser de trace (1-800-Missing) : Walter Connors (saison 7, épisode 16)
- 2004 - 2006 : Veronica Mars : Aaron Echolls
- 2007 : New York, police judiciaire (Law & Order) : Randall Bailey (saison 17, épisode 22)
- 2009 : Harper's Island : Oncle Marty Dunn (saison 1, épisodes 1 et 6)
- 2010 - 2011 : American Wives (Army Wives) : Grant Chandler (récurrent saisons 4 et 5)
- 2011 : Franklin & Bash : Rick Paxton (saison 1, épisode 4)
- 2011 : Larry et son nombril (Curb Your Enthusiasm) : Dino (saison 8, épisode 4)
- 2012 - 2014 : Shameless : Lloyd « Ned » Lishman (récurrent saisons 2 à 4)
- 2013 - 2014 : Mad Men : Jim Cutler (récurrent saisons 6 et 7)
- 2014 : Rush : Dr Warren Rush (récurrent saison 1)
- 2014-2015 : New York, unité spéciale (Law and Order: Special Victims Unit) :  chef Charles Patton (saison 16, épisodes 9 et 10)
- 2015 : Glee : Walter (récurrent saison 6)
- 2016 : Mom : Fred Hayes (saison 3, épisodes 8 et 9)
- 2016 - 2017 : Graves : Jonathan Dalton (récurrent saison 1)
- 2017 : Law & Order True Crime : Barry Levin (saison 1, épisodes 7 et 8)
- 2017 - 2018 : Shooter : Addison Hayes (saison 2, épisodes 3 et 8 / saison 3, épisode 1)
- 2018 : Angie Tribeca : Leonard Scholls (saison 4, épisode 8)
- 2023 : Mayfair Witches : Cortland Mayfair (récurrent saison 1)

## Distinctions

### Nominations
- 45e cérémonie des Golden Globes 1988 : Meilleur acteur dans une série dramatique pour La Loi de Los Angeles (L.A. Law) (1986-1991).
- 46e cérémonie des Golden Globes 1989 : Meilleur acteur dans une série dramatique pour La Loi de Los Angeles (L.A. Law) (1986-1991).
- 47e cérémonie des Golden Globes 1990 : Meilleur acteur dans une série dramatique pour La Loi de Los Angeles (L.A. Law) (1986-1991).